# Persone di nome John/Giocatori di football americano
| Questa pagina contiene informazioni ricavate automaticamente dalle voci biografiche con l'ausilio del template Bio e di un bot. L'aggiornamento è periodico e automatico e ricostruisce completamente la pagina. Se manca una persona in questa lista, sei pregato di non aggiungerla, ma accertati piuttosto che la sua voce biografica contenga il template Bio e che i dati anagrafici siano correttamente compilati. Se il template Bio manca, inseriscilo tu stesso o, in alternativa, metti l'avviso {{tmp\|Bio}} che ne segnala la mancanza. Se i dati riportati sono sbagliati, correggi direttamente la voce biografica; le modifiche saranno visibili in questa lista entro pochi giorni. Per chiarimenti vedi il progetto antroponimi. La lista contiene solo le 137 persone che sono citate nell'enciclopedia e per le quali è stato implementato correttamente il template Bio. Pagina aggiornata al 7 mar 2025. |

Questa è una lista di persone presenti nell'enciclopedia che hanno il nome John e sono giocatori di football americano.

## A(3)
- John Abraham, ex giocatore di football americano statunitense (Timmonsville, n. 1978)
- John Alt, ex giocatore di football americano tedesco (Stoccarda, n. 1962)
- John Avery, ex giocatore di football americano statunitense (Richmond, n. 1976)

## B(17)
- John Banaszak, ex giocatore di football americano statunitense (Cleveland, n. 1950)
- John Bates, giocatore di football americano statunitense (Nyssa, n. 1997)
- Jay Berwanger, giocatore di football americano statunitense (Dubuque, n. 1914 - Oak Brook, † 2002)
- Jeb Blount, ex giocatore di football americano statunitense (Tyler, n. 1954)
- John Bosa, ex giocatore di football americano statunitense (Keene, n. 1964)
- John Bowie, ex giocatore di football americano statunitense (Columbus, n. 1984)
- John Boyett, giocatore di football americano statunitense (Napa, n. 1989)
- Jack Butler, giocatore di football americano statunitense (Pittsburgh, n. 1927 - Pittsburgh, † 2013)
- John Brandes, ex giocatore di football americano statunitense (Fort Riley, n. 1964)
- John Brennan, giocatore di football americano statunitense (Racine, n. 1913 - South Bend, † 1982)
- John Brockington, giocatore di football americano statunitense (Brooklyn, n. 1948 - San Diego, † 2023)
- John Brodie, giocatore di football americano statunitense (Menlo Park, n. 1935)
- John Brown, giocatore di football americano statunitense (Homestead, n. 1990)
- John Browning, ex giocatore di football americano statunitense (Miami, n. 1973)
- Johnny Bryan, giocatore di football americano statunitense (Chicago, n. 1897 - Fort Collins, † 1976)
- Bob Buczkowski, giocatore di football americano statunitense (Pittsburgh, n. 1964 - † 2018)
- Scott Bull, ex giocatore di football americano statunitense (Camden, n. 1953)

## C(9)
- John Cappelletti, ex giocatore di football americano statunitense (Filadelfia, n. 1952)
- John Carlson, ex giocatore di football americano statunitense (St. Cloud, n. 1984)
- John Clay, ex giocatore di football americano statunitense (St. Louis, n. 1964)
- John Cominsky, giocatore di football americano statunitense (Barberton, n. 1995)
- Jack Concannon, giocatore di football americano statunitense (Boston, n. 1943 - Waltham, † 2005)
- John Copeland, ex giocatore di football americano statunitense (Lanett, n. 1970)
- Jack Cornell, giocatore di football americano statunitense (Quincy, n. 1989)
- John David Crow, giocatore di football americano statunitense (Marion, n. 1935 - Bryan, † 2015)
- Brodie Croyle, ex giocatore di football americano statunitense (Rainbow City, n. 1983)

## D(4)
- John Demarie, giocatore di football americano statunitense (Oxnard, n. 1945 - Lake Charles, † 2015)
- Jack Doyle, ex giocatore di football americano statunitense (Indianapolis, n. 1990)
- Johnny Drake, giocatore di football americano statunitense (Chicago, n. 1916 - Detroit, † 1973)
- Jack Dugger, giocatore di football americano e cestista statunitense (Pittsburgh, n. 1923 - Pineville, † 1988)

## E(1)
- John Elway, ex giocatore di football americano statunitense (Port Angeles, n. 1960)

## F(10)
- Ka'imi Fairbairn, giocatore di football americano statunitense (Kailua, n. 1994)
- Bo Farrington, giocatore di football americano statunitense (DeWalt, n. 1936 - Rensselaer, † 1964)
- Gary Fencik, ex giocatore di football americano statunitense (Chicago, n. 1954)
- John Fina, ex giocatore di football americano statunitense (Rochester, n. 1969)
- John Fitzgerald, ex giocatore di football americano statunitense (Southbridge, n. 1948)
- J.P. Foschi, giocatore di football americano statunitense (Queens, n. 1982)
- John Franklin III, giocatore di football americano statunitense (Plantation, n. 1994)
- John Franklin-Myers, giocatore di football americano statunitense (Los Angeles, n. 1996)
- John Friesz, ex giocatore di football americano statunitense (Missoula, n. 1967)
- John Fuqua, ex giocatore di football americano statunitense (Detroit, n. 1947)

## G(2)
- John Greco, ex giocatore di football americano statunitense (Ravenna, n. 1985)
- Johnny Green, giocatore di football americano statunitense (West Point, n. 1937 - † 2019)

## H(11)
- John Hadl, giocatore di football americano statunitense (Lawrence, n. 1940 - † 2022)
- John Hannah, giocatore di football americano statunitense (Canton, n. 1951)
- John Harbaugh, ex giocatore di football americano e allenatore di football americano statunitense (Toledo, n. 1962)
- Joey Harrington, ex giocatore di football americano statunitense (Portland, n. 1978)
- John Harris, ex giocatore di football americano statunitense (Fort Benning, n. 1956)
- Johnny Hekker, giocatore di football americano statunitense (Redmond, n. 1990)
- John Henderson, ex giocatore di football americano statunitense (Nashville, n. 1979)
- John Hightower, giocatore di football americano statunitense (Landover, n. 1996)
- John Hilliard, ex giocatore di football americano statunitense (Coushatta, n. 1976)
- John Huarte, ex giocatore di football americano statunitense (Anaheim, n. 1944)
- John Hughes, giocatore di football americano statunitense (Gahanna, n. 1988)

## J(5)
- John Jefferson, ex giocatore di football americano statunitense (Dallas, n. 1956)
- John Jerry, giocatore di football americano statunitense (Memphis, n. 1986)
- J.T. Smith, giocatore di football americano statunitense (Leonard, n. 1955)
- John Johnson, giocatore di football americano statunitense (Hyattsville, n. 1995)
- John Henry Johnson, giocatore di football americano statunitense (Waterproof, n. 1929 - Tracy, † 2011)

## K(4)
- John Kaiser, ex giocatore di football americano statunitense (Oconomowoc, n. 1962)
- John Kasay, ex giocatore di football americano statunitense (Athens, n. 1969)
- John Kelly, giocatore di football americano statunitense (Detroit, n. 1996)
- John Kuhn, giocatore di football americano statunitense (Dover, n. 1982)

## L(8)
- Jack Lambert, ex giocatore di football americano statunitense (Mantua, n. 1952)
- Johnny Lattner, giocatore di football americano statunitense (Chicago, n. 1932 - Melrose Park, † 2016)
- John Leijten, ex giocatore di football americano e allenatore di football americano australiano (n. 1965)
- John Leypoldt, giocatore di football americano statunitense (Washington, n. 1946 - Cheektowaga, † 1987)
- Johnny Long, giocatore di football americano statunitense (South Orange, n. 1914 - Pemberton, † 1975)
- John Lotulelei, giocatore di football americano statunitense (Kihei, n. 1991)
- Johnny Lujack, giocatore di football americano statunitense (Connellsville, n. 1925 - Naples, † 2023)
- John Lynch, ex giocatore di football americano e dirigente sportivo statunitense (Hinsdale, n. 1971)

## M(15)
- John Mackey, giocatore di football americano statunitense (New York, n. 1941 - Baltimora, † 2011)
- John Madsen, ex giocatore di football americano statunitense (Salt Lake City, n. 1983)
- Jack Maitland, ex giocatore di football americano statunitense (Pittsburgh, n. 1948)
- John Matuszak, giocatore di football americano e attore statunitense (Oak Creek, n. 1950 - Burbank, † 1989)
- John McCargo, ex giocatore di football americano statunitense (Drakes Branch, n. 1983)
- John McLean, giocatore di football americano, ostacolista e lunghista statunitense (Menominee, n. 1878 - Detroit, † 1955)
- John McMakin, ex giocatore di football americano statunitense (Spartanburg, n. 1950)
- John McNally, giocatore di football americano e allenatore di football americano statunitense (New Richmond, n. 1903 - † 1985)
- John Metchie III, giocatore di football americano canadese (n. 2000)
- John Michels, ex giocatore di football americano statunitense (La Jolla, n. 1973)
- John Miller, giocatore di football americano statunitense (Miami, n. 1993)
- John Mobley, ex giocatore di football americano statunitense (Chester, n. 1973)
- John Moffitt, ex giocatore di football americano statunitense (Guilford, n. 1986)
- John Moorhead, ex giocatore di football americano statunitense (n. 1989)
- Johnny Mundt, giocatore di football americano statunitense (Hughson, n. 1994)

## O(3)
- J.T. O'Sullivan, ex giocatore di football americano statunitense (Burbank, n. 1979)
- John Offerdahl, giocatore di football americano statunitense (Wisconsin Rapids, n. 1964)
- John Owens, giocatore di football americano statunitense (Washington, n. 1980)

## P(4)
- Jack Patera, giocatore di football americano e allenatore di football americano statunitense (Bismarck, n. 1933 - Cle Elum, † 2018)
- John Penisini, ex giocatore di football americano statunitense (n. 1997)
- John Pitts, ex giocatore di football americano statunitense (Birmingham, n. 1945)
- John Potter, giocatore di football americano statunitense (Kalamazoo, n. 1990)

## R(11)
- John van den Raadt, ex giocatore di football americano statunitense (Placentia, n. 1989)
- John Radman, giocatore di football americano australiano (n. 1971)
- John Randle, ex giocatore di football americano statunitense (Mumford, n. 1967)
- John Rauch, giocatore di football americano e allenatore di football americano statunitense (Filadelfia, n. 1927 - Oldsmar, † 2008)
- John Reid, giocatore di football americano statunitense (Mont Laurel, n. 1996)
- John Ridgeway, giocatore di football americano statunitense (Bloomington, n. 1999)
- John Rienstra, ex giocatore di football americano statunitense (Grand Rapids, n. 1963)
- John Roach, giocatore di football americano statunitense (Dallas, n. 1933 - † 2021)
- Charlie Rogers, ex giocatore di football americano statunitense (Cliffwood, n. 1976)
- John Ross, giocatore di football americano statunitense (Long Beach, n. 1995)
- Jack Rudnay, ex giocatore di football americano statunitense (Cleveland, n. 1947)

## S(15)
- Johnny Sample, giocatore di football americano statunitense (Cape Charles, n. 1937 - Filadelfia, † 2005)
- John Michael Schmitz, giocatore di football americano statunitense (Flossmoor, n. 1999)
- John Schuhmacher, ex giocatore di football americano statunitense (Salem, n. 1955)
- J.K. Scott, giocatore di football americano statunitense (Denver, n. 1995)
- John Samuel Shenker, giocatore di football americano statunitense (Albany, n. 1998)
- Jack Simmons, giocatore di football americano statunitense (Grosse Pointe, n. 1924 - Royal Oak, † 1978)
- John Simon, giocatore di football americano statunitense (Youngstown, n. 1990)
- John Simpson, giocatore di football americano statunitense (n. 1997)
- John Skelton, ex giocatore di football americano statunitense (El Paso, n. 1988)
- JuJu Smith-Schuster, giocatore di football americano statunitense (Long Beach, n. 1996)
- Matthew Stafford, giocatore di football americano statunitense (Tampa, n. 1988)
- John Stanton, giocatore di football americano statunitense (San Rafael, n. 1987)
- John Stephens, giocatore di football americano statunitense (Shreveport, n. 1966 - Keithville, † 2009)
- Scott Studwell, ex giocatore di football americano statunitense (Evansville, n. 1954)
- John Sullivan, giocatore di football americano statunitense (Mount Kisco, n. 1985)

## T(5)
- John Tait, ex giocatore di football americano statunitense (Phoenix, n. 1975)
- Jack Tatum, giocatore di football americano statunitense (Cherryville, n. 1948 - Oakland, † 2010)
- John Taylor, ex giocatore di football americano statunitense (Pennsauken Township, n. 1962)
- John Thierry, giocatore di football americano statunitense (Houston, n. 1971 - † 2017)
- David Thomas, giocatore di football americano statunitense (Plainview, n. 1983)

## U(4)
- Johnny Unitas, giocatore di football americano statunitense (Pittsburgh, n. 1933 - Lutherville-Timonium, † 2002)
- John Uribe, giocatore di football americano statunitense (Santa Barbara)
- John Urschel, ex giocatore di football americano canadese (Winnipeg, n. 1991)
- John Ursua, giocatore di football americano statunitense (Kailua, n. 1994)

## W(5)
- John Wetzel, giocatore di football americano statunitense (n. 1991)
- John Wiethe, giocatore di football americano, cestista e allenatore di pallacanestro statunitense (Cincinnati, n. 1912 - Cincinnati, † 1989)
- John L. Williams, ex giocatore di football americano statunitense (Palatka, n. 1964)
- John Williams, giocatore di football americano statunitense (Jackson, n. 1945 - Minneapolis, † 2012)
- John Wolford, giocatore di football americano statunitense (Dallas, n. 1995)

## Y(1)
- John Yarno, ex giocatore di football americano statunitense (Spokane, n. 1954)